# It Happened to Jane
It Happened to Jane is een film uit 1959 onder regie van Richard Quine.

## Verhaal
Jane heeft een kreeftenbedrijf dat ze runt met haar twee kinderen. Wanneer de spoorwegmaatschappij een zending verstoort, klaagt Jane ze aan...

## Rolverdeling
| Acteur        | Personage           |
| ------------- | ------------------- |
| Doris Day     | Jane Osgood         |
| Jack Lemmon   | George Denham       |
| Ernie Kovacs  | Harry Foster Malone |
| Steve Forrest | Lawrence Clay Hall  |
| Teddy Rooney  | Billy Osgood        |
| Russ Brown    | Oom Otis            |